# Kasımpaşa SK

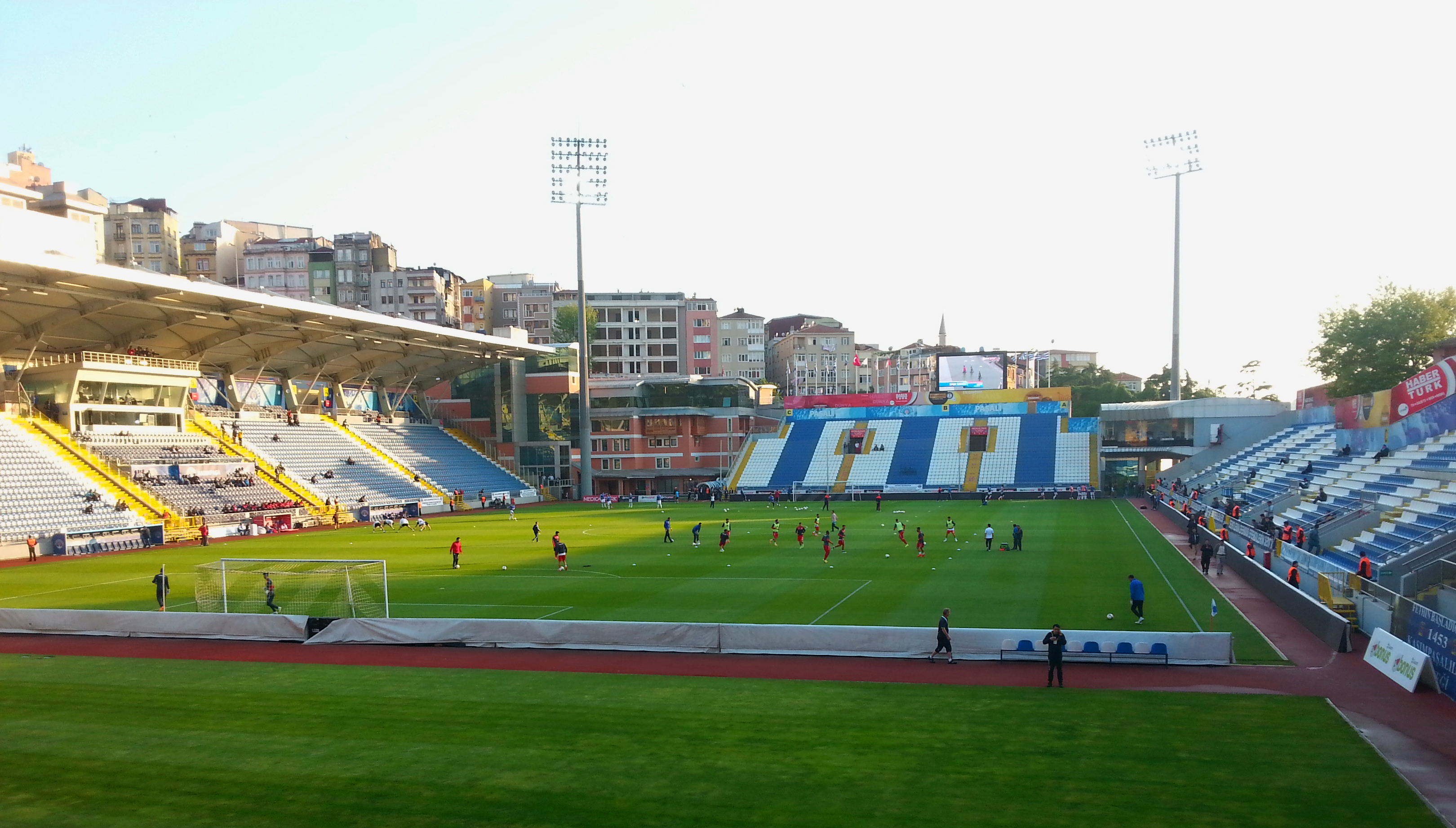
Recep Tayyip Erdoğan Stadyumu

Kasımpaşa SK je turecký fotbalový klub z Istanbulu, který působí v Süper Lig. Klub byl založen v roce 1921 a svoje domácí utkání hraje na stadionu Recep Tayyip Erdoğan Stadyumu s kapacitou 15 000 diváků.

## Čeští hráči v klubu
Seznam českých hráčů, kteří působili v klubu Kasımpaşa SK:
- Petr Bolek (2009)[1]
- Petr Pavlík (2009)[2]
- David Pavelka (2016–2020)
- Tomáš Břečka (2020–2022)
- Michal Trávník (2021–2022)
- Antonín Barák (od 2024)